# Восточная древесная кобра
Восточная древесная кобра (лат. Pseudohaje goldii) — вид ядовитых змей из семейства аспидов (Elapidae). Обитает в Западной и Центральной Африке. Вид назван в честь британского колониального чиновника Джорджа Таубман Голди.

## Описание
Восточная древесная кобра — одна из самых ядовитых змей в Африке, её длина (учитывая хвост) составляет 2,2—2,7 м. Она имеет черную окраску и цилиндрическое тело с длинным острым хвостом, приспособленным к лазанию по деревьям. Голова небольшая с чрезвычайно большими глазами, обеспечивающими змее хорошее зрение. Обычно посередине тела спинная чешуя формирует 15 рядов, однако у некоторых особей их количество может достигать 17. Окрас чёрный.
Яд восточной древесной кобры является одним из самых токсичных и смертоносных среди всех африканских змей. Как и у других аспидов, этот яд является нейротоксичным. Она действует быстро и очень сильно, легко может убить человека. Не существует ни одного известного специального противоядия. Симптомы укуса включают отёк и жгучую боль вокруг раны от укуса, онемение конечностей и губ, серьезное затруднение дыхания, обильное потоотделение и затуманивание зрения. Пострадавшие могут умереть от дыхательной недостаточности.

## Распространение
Восточные древесные кобры обитают в Западной и Центральной Африке. Они обитают в первичных и вторичных лесах и редколесьях, на берегах рек и ручьев, встречаются в мангровых лесах, на банановых плантациях и в садах. Встречаются на высоте до 2000 м над уровнем моря.
Несмотря на большие размеры, восточные древесные кобры являются очень шустрыми змеями. Они быстро лазают по деревьям с помощью длинного хвоста, перемещаются по земле и плавают в воде. Ведут скрытый образ жизни, поэтому люди редко встречаются с ними. Однако они являются одними из немногих змей, которые считаются агрессивными. В случае угрозы они поднимаются на дыбы и распускают капюшон, типичный для кобр, хотя и намного более узкий, чем у египетской кобры. Если змею спровоцировать, она будет пытаться укусить.
Восточные древесные кобры охотятся преимущественно на древесных лягушек, птиц и млекопитающих, таких как белки, а также на наземных лягушек и даже рыбу. Откладывают яйца. В кладке от 10 до 20 яиц.